# Байтеряков, Илья Евгеньевич
Илья Евгеньевич Байтеряков (род. 13 августа 1984) — казахстанский футболист, вратарь.

## Биография
Илья Байтеряков в течение четырёх лет играл в семипалатинской команде «Елимай»/«Семей», но в первых двух сезонах почти не выходил на поле. Дебютный матч за клуб сыграл 7 ноября 2003 года в полуфинале Кубка Казахстана против «Кайрата». В высшей лиге Казахстана дебютировал 12 апреля 2004 года в игре против «Яссы-Сайрам», а всего за сезон провёл в воротах 20 игр. Но после этого сезона «Семей» покинул элиту. На следующий год в первой лиге вратарь сыграл 23 матча.
В 2006—2007 годах выступал за «Энергетик» (Павлодар/Экибастуз), где играл нерегулярно. В 2008—2010 годах играл в «Акжайыке», с которым по итогам сезона 2009 года поднялся из первой лиги в высшую. Сезон 2011 года снова провёл в «Семее», сыграв 19 игр в первой лиге.
В 2012 году перешёл в «Восток», с которым по итогам сезона поднялся в высший дивизион, но в 2013 году вылетел обратно. Всего в клубе из Усть-Каменогорска провёл три сезона, сыграв 50 матчей. В конце карьеры играл за «Атырау», в котором провёл 4 матча в высшей лиге.
Всего за карьеру сыграл 45 матчей в высшей лиге Казахстана, в которых пропустил 86 мячей. В первой лиге — около 150 матчей.
13 октября 2019 года попал в автокатастрофу. От полученных травм скончался отец и младший сын Ильи. Старший сын впал в кому. Жена и мать Ильи Байтерякова в нормальном состоянии. Сам Илья в тяжёлом состоянии.